# Phalaris aquatica
Phalaris aquatica L., 1755 è una pianta erbacea della famiglia delle Poacee.

## Descrizione
È un'erba di taglia alta (il fiore raggiunge anche 90–180 cm), ha radici profonde, con culmi eretti, rigonfi alla base, con foglie provviste di ligula allungata.
Presenta infiorescenze cilindriche con numerose spighette a più fiori e semi relativamente piccoli.

## Distribuzione e habitat
Questa specie è diffusa in Macaronesia e nel bacino del Mediterraneo, sino al Caucaso. In Italia è comune in tutta la penisola (eccetto che in Val d'Aosta) e nelle isole maggiori.
Cresce spontanea in particolar modo a fianco di corsi d'acqua nelle zone di pianura e collina.

## Proprietà
Foglie e germogli di P. aquatica contengono triptamine, in particolare Dimetiltriptamina (0.10%), 5-MeO-Dmt (0.022%) e Bufotenina (0.005%).

## Usi
È stata utilizzata ampiamente nel tempo ed ancora oggi come fonte di foraggio, e può consociarsi con erba medica e con altre leguminose perenni.